# Gergelyi Ottmár
Gergelyi Ottmár (szk. Otmar Gergelyi; Busóc, 1919. szeptember 28. – Nyitra, 1995. március 13.) szlovákiai levéltáros.

## Élete
Gergelyi György fia, a népiskola 4 osztályát, illetve a hatosztályos reálgimnáziumot Késmárkon végezte, ahol többször megbukott. Apja halála után 1938-ban Pozsonyba költöztek, ahol középiskolai tanulmányait befejezvén, a Szlovák Egyetem Bölcsész karán, történelmet, német és más nyelveket tanult. 1942-től a régészeti szemináriumának könyvtárában segédkezett, majd könyvtárosa lett, illetve Budaváry professzor asszisztense. Részt vett több ásatáson és konzervátor kurzuson is. 1944-ben letartóztatták a szlovák nemzeti felkelésben való szerepe miatt, majd a front áthaladtával az NKVD tartóztatta le.
Már 1947-ben beadta felvételi kérelmét a (Szlovák) Mezőgazdasági Levéltárhoz, melyet Jan Eisner, Alexander Húščava és Vojtech Budinský-Krička is támogatott, amikor az még de facto nem is létezett. 1948-ban Homonnára helyezték át az Andrássy család homonnai könyvtárának rendezésére és a Mezőgazdasági Levéltár Kerületi fiókjának létrehozására. Míg ez nem történt meg a kassai fiók alá tartozott. 1950-től a kastély gondozásával is megbízták. Az év májusában ideiglenesen a kassai fiók vezetésével is megbízták. 1952-ben a homonnai kastély a csehszlovák hadsereg tulajdonába került, mely után a Mezőgazdasági Levéltár nyitrai fiókját vezette, mely Bajmócon székelt. 1956-tól a levéltári rendszer átszervezésével a Nyitrai Állami Levéltárhoz került. Itt dolgozott egészen 1965-ig. Ekkor egészségügyi okokból átkerült a nyitrai Mezőgazdasági Múzeumhoz és itt nyugdíjba vonulásáig mint történész tevékenykedett. 1959-től a Műemlékvédelmi Hivatalnak is dolgozott külsősként, 1976-1983 között pedig a pozsonyi Zeneművészeti Főiskolán oktatott külsősként. Mindkét helyen organológiával és hangszertörténettel (orgona) foglalkozott.
Neve Otmar, Othmar és Otomar formában is megjelenhet.

## Művei
- 1949 Hornád v praveku so zvláštnym zreteľom na územie ČSR.
- 1962 Z minulosti bojnických kúpeľov. In: Vlastivedný sborník Horná Nitra I, 49-53.
- 1965 Z dejín tlače v Nitre. Hlas Nitrianskeho okresu VI (XV)/ 39, 1 29. sept. 1965.
- 1965 Dejiny obcí okresu Nitra. Hlas Nitrianskeho okresu VI (XV), No. 115.
- 1965 Ako sa hospodárilo na nitrianskom biskupskom panstve v roku 1800? Agrikultúra 4, 79-93.
- 1968 Stará slovenská poľnohospodárska literatúra. Kiállításvezető.
- 1975 Historische Orgeln und Gehäuse in der Mittelslowakei. Acta Organologica 9. Berlin, 113–165. (tsz. Karol Wurm)
- 1980 Historische Orgeln und Gehäuse in der Westslowakei. Acta Organologica 14. Berlin, 11–172. (tsz. Karol Wurm)
- 1982/ 1989 Historické organy na Slovensku. Bratislava. (tsz. Karol Wurm és Roman Bunčák)
- 1991 Historische Orgeln und Gehäuse in der Ostslowakei. Acta Organologica 22. Berlin, 13–104. (tsz. Karol Wurm)
- Urbar hradného panstva Levice 1544.